# Gahnia
Gahnia is een geslacht uit de cypergrassenfamilie (Cyperaceae). De soorten uit het geslacht komen voor in (sub)tropisch Azië, het Pacifisch gebied, Australië en Nieuw-Zeeland.

## Soorten
- Gahnia ancistrophylla Benth.
- Gahnia aristata Benth.
- Gahnia aspera (R.Br.) Spreng.
- Gahnia australis (Nees) K.L.Wilson
- Gahnia baniensis Benl
- Gahnia beecheyi H.Mann
- Gahnia clarkei Benl
- Gahnia decomposita (R.Br.) Benth.
- Gahnia deusta (R.Br.) Benth.
- Gahnia drummondii (Steud.) K.L.Wilson
- Gahnia erythrocarpa R.Br.
- Gahnia filifolia (C.Presl) Kük. ex Benl
- Gahnia filum (Labill.) F.Muell.
- Gahnia graminifolia Rodway
- Gahnia grandis (Labill.) S.T.Blake
- Gahnia halmaturina R.L.Barrett & K.L.Wilson
- Gahnia howeana R.O.Gardner
- Gahnia hystrix J.M.Black
- Gahnia insignis S.T.Blake
- Gahnia javanica Moritzi
- Gahnia lacera (R.Lesson ex A.Rich.) Steud.
- Gahnia lanigera (R.Br.) Benth.
- Gahnia marquisensis F.Br.
- Gahnia melanocarpa R.Br.
- Gahnia microcarpa Guillaumin
- Gahnia microstachya Benth.
- Gahnia novocaledonensis Benl
- Gahnia pauciflora Kirk
- Gahnia procera J.R.Forst. & G.Forst.
- Gahnia radula (R.Br.) Benth.
- Gahnia rigida Kirk
- Gahnia schoenoides G.Forst.
- Gahnia sclerioides K.L.Wilson
- Gahnia setifolia (A.Rich.) Hook.f.
- Gahnia sieberiana Kunth
- Gahnia sinuosa J.Raynal
- Gahnia subaequiglumis S.T.Blake
- Gahnia trifida Labill.
- Gahnia tristis Nees
- Gahnia vitiensis Rendle
- Gahnia xanthocarpa (Hook.f.) Hook.f.

... · 
Blysmus · 
Bolboschoenus · 
Carex (Zegge) · 
Cladium · 
Cyperus (Cypergras) · 
Eleocharis (Waterbies) · 
Eleogiton · 
Eriophorum (Wollegras) · 
Isolepis · 
Rhynchospora · 
Schoenoplectus (Bies) · 
Schoenus · 
Scirpoides · 
Scirpus · 
Trichophorum · 
...